# Seznam pomníků obětem první světové války v okrese Klatovy
Seznam pomníků obětem první světové války v okrese Klatovy shromažďuje fotografie a informace o pomnících obětem první světové války nacházejících se v okrese Klatovy. V prvním sloupci je název vesnice, ve které se pomník nachází. Následuje ilustrační fotografie, poté geografické souřadnice pomníku, autor (pokud je znám) a typ pomníku. Typy mohou být následující: pomník, socha, deska, kaple.
| Umístění              | Fotografie                                                    | Fotogalerie                                                                        | Souřadnice                       | Autor                                                                              | Odhalení                                      | Popis | Typ                       | Poznámky                                                       |
| --------------------- | ------------------------------------------------------------- | ---------------------------------------------------------------------------------- | -------------------------------- | ---------------------------------------------------------------------------------- | --------------------------------------------- | ----- | ------------------------- | -------------------------------------------------------------- |
| Běšiny                | Věčná vzpomínka padlým v Běšinách                             |                                                                                    | 49°18′8″ s. š., 13°18′44″ v. d.  |                                                                                    |                                               |       | pomník                    |                                                                |
| Bezděkov              | Pomník v Bezděkově                                            | Kategorie „World War I memorial in Bezděkov“ na Wikimedia Commons                  | 49°22′50″ s. š., 13°13′38″ v. d. |                                                                                    | 1924                                          |       | pomník                    |                                                                |
| Bílenice              | Památka padlým vojínům v Bílenici                             |                                                                                    | 49°14′20″ s. š., 13°38′35″ v. d. |                                                                                    |                                               |       | pomník                    |                                                                |
| Bližanovy             | Pomník v Bezděkově                                            |                                                                                    | 49°25′31″ s. š., 13°30′14″ v. d. |                                                                                    |                                               |       | pomník se sochou          |                                                                |
| Boříkovy              |                                                               |                                                                                    | 49°19′36″ s. š., 13°23′18″ v. d. |                                                                                    | 11. května 1930                               |       | pomník                    |                                                                |
| Břežany               | Pomník v Břežanech                                            | ‎                                                                                   | 49°20′52″ s. š., 13°37′5″ v. d.  |                                                                                    |                                               |       | pomník                    |                                                                |
| Budětice              |                                                               |                                                                                    | 49°17′1″ s. š., 13°35′3″ v. d.   | V. Pokorný                                                                         | 15. června 1924                               |       | pomník                    |                                                                |
| Bukovník              |                                                               |                                                                                    | 49°13′20″ s. š., 13°39′37″ v. d. | Vítovec, V. Pokorný, Zelcher                                                       | 14. října 1928                                |       | pomník                    |                                                                |
| Čejkovy               |                                                               |                                                                                    | 49°17′32″ s. š., 13°31′ v. d.    | V. Pokorný                                                                         | 1922                                          |       | pomník                    |                                                                |
| Čepice                | Pomník v Čepicích                                             |                                                                                    | 49°16′6″ s. š., 13°35′40″ v. d.  | ? (sochař), Petr Bublík (mříž)                                                     | 2. května 1948                                |       | pomník                    |                                                                |
| Čermná (Hrádek)       | Pomník v Čermné u Hrádku                                      |                                                                                    | 49°17′16″ s. š., 13°28′21″ v. d. |                                                                                    |                                               |       | pomník                    |                                                                |
| Černíč                |                                                               |                                                                                    | 49°18′45″ s. š., 13°35′21″ v. d. |                                                                                    |                                               |       | pomník                    |                                                                |
| Červené Poříčí        | Pomník v Červeném Poříčí                                      |                                                                                    | 49°30′2″ s. š., 13°17′35″ v. d.  |                                                                                    |                                               |       | pomník                    |                                                                |
| Čímice                |                                                               |                                                                                    | 49°15′13″ s. š., 13°36′22″ v. d. |                                                                                    |                                               |       | pomník                    |                                                                |
| Defurovy Lažany       |                                                               |                                                                                    | 49°24′29″ s. š., 13°40′28″ v. d. |                                                                                    |                                               |       | pomník                    |                                                                |
| Defurovy Lažany       | Památník v Defurových Lažanech                                |                                                                                    | 49°24′26″ s. š., 13°40′57″ v. d. |                                                                                    |                                               |       | pomník                    |                                                                |
| Dešenice              |                                                               |                                                                                    | 49°16′27″ s. š., 13°10′16″ v. d. | Metzner                                                                            | 21. července 1929                             |       | pomník                    |                                                                |
| Dlouhá Ves            | Pomník v Dlouhé Vsi                                           |                                                                                    | 49°11′43″ s. š., 13°30′47″ v. d. |                                                                                    |                                               |       | pomník se sochou          |                                                                |
| Dobrá Voda            |                                                               |                                                                                    | 49°9′19″ s. š., 13°26′15″ v. d.  |                                                                                    |                                               |       | deska                     |                                                                |
| Dolany                | Pomník padlým hrdinům v Dolanech                              | Kategorie „World War I memorial in Dolany (Klatovy District)‎“ na Wikimedia Commons | 49°26′35″ s. š., 13°14′54″ v. d. | Vilém Glos                                                                         | 10. října 1920                                |       | pomník se sochou          |                                                                |
| Domoraz               | Pomník obětem v Domorazu                                      |                                                                                    | 49°15′3″ s. š., 13°39′43″ v. d.  | Vilém Glos                                                                         | 10. října 1920                                |       | pomník se sochou          |                                                                |
| Dražovice             | Pomník v Dražovicích                                          |                                                                                    | 49°13′27″ s. š., 13°36′38″ v. d. | Vojtěch Pokorný                                                                    | 28. října 1922                                |       | pomník                    |                                                                |
| Fleky                 | Pomník ve Flecích                                             |                                                                                    | 49°17′24″ s. š., 13°2′43″ v. d.  |                                                                                    |                                               |       | pomník                    |                                                                |
| Frymburk              | Pomník ve Frymburku                                           |                                                                                    | 49°14′59″ s. š., 13°42′25″ v. d. |                                                                                    | 1945                                          |       | pomník                    |                                                                |
| Hamry                 | Pomník v Hamrech                                              |                                                                                    | 49°13′46″ s. š., 13°9′37″ v. d.  |                                                                                    |                                               |       | pomník                    |                                                                |
| Hartmanice            | Pomník v Hartmanicích                                         |                                                                                    | 49°10′12″ s. š., 13°27′18″ v. d. |                                                                                    |                                               |       | pomník                    |                                                                |
| Hejná                 | Detail na pomník v Hejné                                      |                                                                                    | 49°17′21″ s. š., 13°40′29″ v. d. | Vojtěch Pokorný                                                                    |                                               |       | pomník s reliéfem         |                                                                |
| Hlavňovice            |                                                               |                                                                                    | 49°14′16″ s. š., 13°23′33″ v. d. |                                                                                    |                                               |       | pomník                    |                                                                |
| Hojsova Stráž         | Pomník v Hojsově Stráži                                       |                                                                                    | 49°12′33″ s. š., 13°11′56″ v. d. |                                                                                    |                                               |       | pomník                    |                                                                |
| Holkovice             |                                                               |                                                                                    | 49°22′58″ s. š., 13°42′19″ v. d. |                                                                                    |                                               |       | pomník                    |                                                                |
| Horažďovice           | Hrob v dáli památce padlých vojínů v Horažďovicích            |                                                                                    | 49°19′16″ s. š., 13°41′59″ v. d. |                                                                                    |                                               |       | pomník                    |                                                                |
| Horažďovice           | Pomník na Mírovém náměstí v Horažďovicích                     |                                                                                    | 49°19′25″ s. š., 13°42′7″ v. d.  |                                                                                    |                                               |       | pomník                    |                                                                |
| Hory Matky Boží       |                                                               |                                                                                    | 49°16′5″ s. š., 13°26′5″ v. d.   |                                                                                    | 30. července 1933                             |       | pomník                    |                                                                |
| Hrádek                |                                                               |                                                                                    | 49°15′39″ s. š., 13°29′38″ v. d. | Glos                                                                               | 20. července 1924                             |       | pomník se sochou          |                                                                |
| Hradešice             |                                                               |                                                                                    | 49°19′24″ s. š., 13°35′48″ v. d. |                                                                                    |                                               |       | pomník                    |                                                                |
| Chanovice             | Pomník v Chanovicích                                          |                                                                                    | 49°24′19″ s. š., 13°43′0″ v. d.  |                                                                                    |                                               |       | pomník                    |                                                                |
| Chudenice             | Pomník v Chudenicích                                          |                                                                                    | 49°27′50″ s. š., 13°10′24″ v. d. |                                                                                    |                                               |       | pomník                    |                                                                |
| Chudenín              |                                                               |                                                                                    | 49°17′42″ s. š., 13°6′4″ v. d.   |                                                                                    |                                               |       | pomník                    |                                                                |
| Chvalšovice (Čachrov) | Pomník ve Chvalšovicích                                       |                                                                                    | 49°14′13″ s. š., 13°19′8″ v. d.  |                                                                                    |                                               |       | pomník                    |                                                                |
| Janovice nad Úhlavou  |                                                               |                                                                                    | 49°20′54″ s. š., 13°12′50″ v. d. |                                                                                    |                                               |       | pomník                    |                                                                |
| Jetenovice            |                                                               |                                                                                    | 49°22′33″ s. š., 13°40′9″ v. d.  |                                                                                    |                                               |       | deska                     |                                                                |
| Ježovy                | Pomník v Ježovech                                             |                                                                                    | 49°29′32″ s. š., 13°13′53″ v. d. |                                                                                    |                                               |       | pomník                    |                                                                |
| Kaliště               |                                                               |                                                                                    | 49°29′45″ s. š., 13°20′4″ v. d.  |                                                                                    |                                               |       | pomník                    |                                                                |
| Kašperské Hory        | Pomník v Kašperských Horách                                   |                                                                                    | 49°8′42″ s. š., 13°33′38″ v. d.  |                                                                                    | 5. srpna 1992 (znovuodhalení)                 |       | pomník s pamětní deskou   | pamětní deska byla sundána a je uložena v místním Muzeu Šumavy |
| Kejnice               | Pomník v Kejnicích                                            |                                                                                    | 49°16′1″ s. š., 13°41′39″ v. d.  |                                                                                    |                                               |       | pomník                    |                                                                |
| Klatovy               |                                                               |                                                                                    | 49°24′3″ s. š., 13°17′45″ v. d.  |                                                                                    |                                               |       | pomník                    |                                                                |
| Klatovy               |                                                               |                                                                                    | 49°24′5″ s. š., 13°17′48″ v. d.  |                                                                                    |                                               |       | pomník                    |                                                                |
| Klatovy               |                                                               |                                                                                    | 49°24′4″ s. š., 13°17′48″ v. d.  |                                                                                    |                                               |       | pomník                    |                                                                |
| Klatovy               |                                                               |                                                                                    | 49°23′38″ s. š., 13°17′29″ v. d. |                                                                                    |                                               |       | pomník                    |                                                                |
| Kolinec               | Pomník v Kolinci                                              |                                                                                    | 49°17′59″ s. š., 13°26′27″ v. d. |                                                                                    |                                               |       | pomník                    |                                                                |
| Komušín               |                                                               |                                                                                    | 49°21′42″ s. š., 13°45′49″ v. d. |                                                                                    |                                               |       | pomník                    |                                                                |
| Kozí                  |                                                               |                                                                                    | 49°18′29″ s. š., 13°17′39″ v. d. |                                                                                    |                                               |       | pomník                    |                                                                |
| Kroměždice            |                                                               |                                                                                    | 49°24′29″ s. š., 13°23′59″ v. d. |                                                                                    |                                               |       | pomník                    |                                                                |
| Křenice               |                                                               |                                                                                    | 49°30′11″ s. š., 13°12′ v. d.    |                                                                                    |                                               |       | pomník                    |                                                                |
| Kvášňovice            |                                                               |                                                                                    | 49°24′47″ s. š., 13°38′38″ v. d. |                                                                                    |                                               |       | pomník                    |                                                                |
| Loužná                |                                                               |                                                                                    | 49°23′48″ s. š., 13°34′6″ v. d.  |                                                                                    | původní v roce 1918, nový odhalen v roce 2013 |       | pomník                    |                                                                |
| Lovčice               | Pomník v Lovčicích                                            |                                                                                    | 49°24′40″ s. š., 13°30′43″ v. d. |                                                                                    |                                               |       | pomník                    |                                                                |
| Mačice                | Pomník v Mačicích                                             |                                                                                    | 49°13′29″ s. š., 13°40′44″ v. d. |                                                                                    |                                               |       | pomník                    |                                                                |
| Malechov              | Pomník v Malechově                                            |                                                                                    | 49°27′21″ s. š., 13°15′36″ v. d. |                                                                                    |                                               |       | pomník                    |                                                                |
| Malonice              | Pomník v Malonicích                                           |                                                                                    | 49°17′19″ s. š., 13°22′40″ v. d. |                                                                                    |                                               |       | pomník s bustou           |                                                                |
| Malý Bor              | Pomník v Malém Boru                                           |                                                                                    | 49°19′45″ s. š., 13°38′51″ v. d. |                                                                                    |                                               |       | pomník                    |                                                                |
| Maňovice              |                                                               |                                                                                    | 49°23′37″ s. š., 13°39′20″ v. d. |                                                                                    |                                               |       | pomník                    |                                                                |
| Měčín                 |                                                               |                                                                                    | 49°28′46″ s. š., 13°24′18″ v. d. |                                                                                    |                                               |       | pomník s bustou           |                                                                |
| Měcholupy (Předslav)  | Pomník národní svobody v Měcholupech                          |                                                                                    | 49°26′32″ s. š., 13°22′26″ v. d. |                                                                                    |                                               |       | pomník                    |                                                                |
| Mezihoří              |                                                               |                                                                                    | 49°29′16″ s. š., 13°15′6″ v. d.  |                                                                                    |                                               |       | pomník                    |                                                                |
| Mlýnské Struhadlo     | Pomník v Mlýnském Struhadlu                                   |                                                                                    | 49°25′56″ s. š., 13°28′11″ v. d. |                                                                                    |                                               |       | pomník                    |                                                                |
| Mochtín               |                                                               |                                                                                    | 49°21′42″ s. š., 13°21′10″ v. d. |                                                                                    |                                               |       | pomník                    |                                                                |
| Mokrosuky             |                                                               |                                                                                    | 49°16′30″ s. š., 13°27′20″ v. d. |                                                                                    |                                               |       | pomník                    |                                                                |
| Myslív                | Pomník v Myslívi                                              |                                                                                    | 49°24′54″ s. š., 13°34′24″ v. d. |                                                                                    |                                               |       | pomník                    |                                                                |
| Nahořánky             | Pomník v Nahořánkách                                          |                                                                                    | 49°10′54″ s. š., 13°39′2″ v. d.  |                                                                                    | 28. října 1928                                |       | pomník                    |                                                                |
| Nalžovské Hory        | Pomník v Nalžovských Horách                                   |                                                                                    | 49°20′1″ s. š., 13°32′57″ v. d.  |                                                                                    |                                               |       | pomník                    |                                                                |
| Nedaničky             |                                                               |                                                                                    | 49°27′53″ s. š., 13°22′34″ v. d. |                                                                                    |                                               |       | pomník                    |                                                                |
| Nehodiv               |                                                               |                                                                                    | 49°24′37″ s. š., 13°33′25″ v. d. |                                                                                    |                                               |       | pomník                    |                                                                |
| Němčice               | Pomník v Němčicích                                            |                                                                                    | 49°26′6″ s. š., 13°25′39″ v. d.  |                                                                                    | VI.47                                         |       | pomník                    |                                                                |
| Nemilkov              |                                                               |                                                                                    | 49°15′58″ s. š., 13°21′46″ v. d. |                                                                                    |                                               |       | pomník a deska            |                                                                |
| Nezamyslice           | Pomník v Nezamyslicích                                        |                                                                                    | 49°15′45″ s. š., 13°40′30″ v. d. |                                                                                    |                                               |       | pomník                    |                                                                |
| Nýrsko                |                                                               |                                                                                    | 49°17′19″ s. š., 13°8′26″ v. d.  |                                                                                    | 1929                                          |       | pomník s kašnou           |                                                                |
| Obytce                | Pomník v Obytcích                                             |                                                                                    | 49°23′38″ s. š., 13°22′30″ v. d. |                                                                                    | 1926                                          |       | pomník                    |                                                                |
| Olšany                | Pomník v Olšanech                                             |                                                                                    | 49°24′3″ s. š., 13°37′34″ v. d.  |                                                                                    |                                               |       | pomník                    |                                                                |
| Pačejov               |                                                               |                                                                                    | 49°22′18″ s. š., 13°37′56″ v. d. |                                                                                    |                                               |       | pomník                    |                                                                |
| Pečetín               | Památník v Pečetíně                                           |                                                                                    | 49°25′6″ s. š., 13°24′13″ v. d.  |                                                                                    |                                               |       | deska                     |                                                                |
| Petrovice             | Památník padlým v Petrovicích                                 | ‎                                                                                   | 49°27′14″ s. š., 13°25′34″ v. d. |                                                                                    |                                               |       | pomník                    |                                                                |
| Plichtice             | Pomník v Plichticích                                          |                                                                                    | 49°21′26″ s. š., 13°30′13″ v. d. |                                                                                    |                                               |       | pomník                    |                                                                |
| Podmokly              | Památník v Podmoklech                                         |                                                                                    | 49°13′48″ s. š., 13°34′43″ v. d. | Vojtěch Pokorný                                                                    | 16. května 1932                               |       | pomník se sochou          |                                                                |
| Pohoří                | Památník v Pohoří                                             |                                                                                    | 49°25′8″ s. š., 13°31′47″ v. d.  |                                                                                    |                                               |       | pomník                    |                                                                |
| Pohorsko              |                                                               |                                                                                    | 49°9′43″ s. š., 13°37′41″ v. d.  |                                                                                    |                                               |       | pomník                    |                                                                |
| Poleň                 |                                                               |                                                                                    | 49°25′36″ s. š., 13°10′38″ v. d. |                                                                                    |                                               |       | pomník                    |                                                                |
| Přetín                | Památník v Přetíně                                            |                                                                                    | 49°29′48″ s. š., 13°11′18″ v. d. |                                                                                    |                                               |       | pomník                    |                                                                |
| Rabí                  | Památník v Rabí se sochou lva                                 |                                                                                    | 49°16′51″ s. š., 13°37′9″ v. d.  | Vojtěch Pokorný                                                                    | 27. května 1923                               |       | pomník se sochou          |                                                                |
| Radkovice             |                                                               |                                                                                    | 49°29′12″ s. š., 13°26′45″ v. d. |                                                                                    |                                               |       | pomník                    |                                                                |
| Rejštejn              |                                                               |                                                                                    | 49°8′15″ s. š., 13°30′29″ v. d.  |                                                                                    | 1996                                          |       | pomník                    |                                                                |
| Rohozno               | Památník v Rohoznu se soškou letadla                          |                                                                                    | 49°21′40″ s. š., 13°13′13″ v. d. |                                                                                    |                                               |       | pomník se sochou          |                                                                |
| Rozsedly              | Památní deska v Rozsedlech                                    |                                                                                    | 49°12′8″ s. š., 13°36′28″ v. d.  |                                                                                    |                                               |       | pomníček s památní deskou |                                                                |
| Řakom                 |                                                               |                                                                                    | 49°25′51″ s. š., 13°13′23″ v. d. |                                                                                    |                                               |       | pomník                    |                                                                |
| Skelná Huť            | Památník ve Skelné Huti                                       |                                                                                    | 49°16′49″ s. š., 13°6′55″ v. d.  |                                                                                    |                                               |       | pomník                    |                                                                |
| Slatina               | Pomník v Slatině                                              |                                                                                    | 49°23′19″ s. š., 13°44′36″ v. d. |                                                                                    |                                               |       | pomník                    |                                                                |
| Slavíkovice           | Pomník v Slavíkovicích                                        |                                                                                    | 49°23′15″ s. š., 13°9′3″ v. d.   |                                                                                    |                                               |       | pomník                    |                                                                |
| Slavošovice           |                                                               |                                                                                    | 49°24′13″ s. š., 13°20′0″ v. d.  |                                                                                    |                                               |       | deska                     |                                                                |
| Srní                  |                                                               |                                                                                    | 49°5′11″ s. š., 13°28′54″ v. d.  | E. Železný                                                                         | 11. července 1933                             |       | socha                     |                                                                |
| Strašín               | Památník v Strašíně                                           |                                                                                    | 49°10′43″ s. š., 13°38′22″ v. d. |                                                                                    |                                               |       | pomník se sochou          |                                                                |
| Strážov               | Pomník ve Strážově                                            |                                                                                    | 49°18′14″ s. š., 13°14′52″ v. d. |                                                                                    |                                               |       | pomník se sochou          |                                                                |
| Střeziměř             | Pomník se sochou děla ve Střeziměři                           |                                                                                    | 49°19′55″ s. š., 13°20′9″ v. d.  |                                                                                    |                                               |       | pomník se sochou          |                                                                |
| Stropčice             | Pomník ve Stropčicích                                         |                                                                                    | 49°30′23″ s. š., 13°19′39″ v. d. |                                                                                    |                                               |       | pomník                    |                                                                |
| Sušice                | Památník odboje na nábřeží Jana Seitze v pozadí se sochou TGM | Kategorie „Memorial of the Resistance (Sušice)‎‎“ na Wikimedia Commons               | 49°13′52″ s. š., 13°31′24″ v. d. | Ing.Freiwald,Ing.Böhm (památník),ak.sochař O. Švec (socha TGM - původně bronzová). | 28.IX.33                                      |       | pomník se sochou          | za okupace poničen nacisty a v roce 1947 opraven               |
| Svéradice             |                                                               |                                                                                    | 49°22′17″ s. š., 13°44′22″ v. d. |                                                                                    |                                               |       | pomník se sochou          |                                                                |
| Svojšice              | Pomník s křížem ve Svojšicích                                 |                                                                                    | 49°14′37″ s. š., 13°27′7″ v. d.  |                                                                                    |                                               |       | pomník s křížem           |                                                                |
| Svrčovec              |                                                               |                                                                                    | 49°25′31″ s. š., 13°14′39″ v. d. |                                                                                    |                                               |       | pomník a deska            |                                                                |
| Špičák                |                                                               |                                                                                    | 49°9′12″ s. š., 13°13′31″ v. d.  |                                                                                    | červen 2012 (replika)                         |       | pomník                    | replika původního pomníku                                      |
| Štipoklasy            | Pomník v Štipoklasech                                         |                                                                                    | 49°15′58″ s. š., 13°21′46″ v. d. |                                                                                    |                                               |       | pomník                    |                                                                |
| Švihov                | Pomník se sochou vojáka ve Švihově                            |                                                                                    | 49°28′49″ s. š., 13°17′6″ v. d.  |                                                                                    |                                               |       | pomník se sochou          |                                                                |
| Tedražice             | Pomník se sochou v Tedražicích                                |                                                                                    | 49°15′54″ s. š., 13°31′18″ v. d. | Vojtěch Pokorný                                                                    | 1925                                          |       | pomník se sochou          |                                                                |
| Třebomyslice          | Pomník v Třebomyslicích                                       |                                                                                    | 49°21′4″ s. š., 13°40′13″ v. d.  |                                                                                    |                                               |       | pomník                    |                                                                |
| Třebýcinka            | Pomník v Třebycínce                                           |                                                                                    | 49°29′7″ s. š., 13°19′2″ v. d.   |                                                                                    |                                               |       | pomník                    |                                                                |
| Týnec                 | Pomník v Týnci                                                |                                                                                    | 49°20′50″ s. š., 13°15′49″ v. d. |                                                                                    |                                               |       | pomník                    |                                                                |
| Uhliště               | Pomník v Uhlišti                                              |                                                                                    | 49°16′53″ s. š., 13°5′28″ v. d.  |                                                                                    |                                               |       | pomník                    |                                                                |
| Újezd u Chanovic      | Pomník v Újezdu u Chanovic                                    |                                                                                    | 49°24′1″ s. š., 13°42′1″ v. d.   |                                                                                    |                                               |       | pomník se sochou          |                                                                |
| Újezd u Plánice       | Pomník v Újezdu u Plánice                                     |                                                                                    | 49°25′10″ s. š., 13°27′34″ v. d. |                                                                                    |                                               |       | pomník                    |                                                                |
| Ústaleč               | Pomník v Ústaleči                                             |                                                                                    | 49°18′59″ s. š., 13°29′55″ v. d. |                                                                                    |                                               |       | pomník                    |                                                                |
| Velenovy              | Pomník ve Velenovách                                          |                                                                                    | 49°21′30″ s. š., 13°32′46″ v. d. |                                                                                    |                                               |       | pomník                    |                                                                |
| Velhartice            | Pomník ve Velharticích                                        |                                                                                    | 49°15′58″ s. š., 13°23′29″ v. d. | K. Pták                                                                            | 27. července 1924                             |       | pomník                    |                                                                |
| Velké Hydčice         | Pomník ve Velkých Hydčicích                                   |                                                                                    | 49°17′58″ s. š., 13°40′6″ v. d.  |                                                                                    |                                               |       | pomník                    |                                                                |
| Velký Bor             |                                                               |                                                                                    | 49°21′53″ s. š., 13°42′8″ v. d.  |                                                                                    |                                               |       | pomník                    |                                                                |
| Vřeskovice            | Pomník ve Vřeskovicích                                        |                                                                                    | 49°31′27″ s. š., 13°16′14″ v. d. |                                                                                    |                                               |       | pomník                    |                                                                |
| Zavlekov              |                                                               |                                                                                    | 49°20′13″ s. š., 13°29′23″ v. d. |                                                                                    |                                               |       | pomník                    |                                                                |
| Zborovy               |                                                               |                                                                                    | 49°22′51″ s. š., 13°30′57″ v. d. |                                                                                    |                                               |       | pomník                    |                                                                |
| Zbynice               | Pomník ve Zbynicích                                           |                                                                                    | 49°17′10″ s. š., 13°30′11″ v. d. | Vojtěch Pokorný                                                                    | 10. června 1923                               |       | pomník                    |                                                                |
| Zbyslav               | Pomník ve Zbyslavi                                            |                                                                                    | 49°25′3″ s. š., 13°25′34″ v. d.  |                                                                                    |                                               |       | pomník                    |                                                                |
| Železná Ruda          | Pomník v Železné Rudě                                         |                                                                                    | 49°8′25″ s. š., 13°13′48″ v. d.  |                                                                                    |                                               |       | pomník                    |                                                                |
| Žihobce               |                                                               |                                                                                    | 49°12′56″ s. š., 13°37′55″ v. d. |                                                                                    | 1920                                          |       | pomník                    |                                                                |
| Žichovice             | Pomník se sochou lva v Žichovicích                            |                                                                                    | 49°16′3″ s. š., 13°37′47″ v. d.  |                                                                                    |                                               |       | pomník se sochou          |                                                                |